# مسجد جامع بارده
مسجد جامع بارده، بنایی تاریخی مربوط به اوایل دوره قاجار است و در شهرستان بن، بخش مرکزی،روستای بارده،خیابان حافظ واقع شده است. این اثر در تاریخ ۱۲ شهریور ۱۳۸۶ با شمارهٔ ثبت ۱۹۵۰۴ به‌عنوان یکی از آثار ملی ایران به ثبت رسیده است.